# Messina

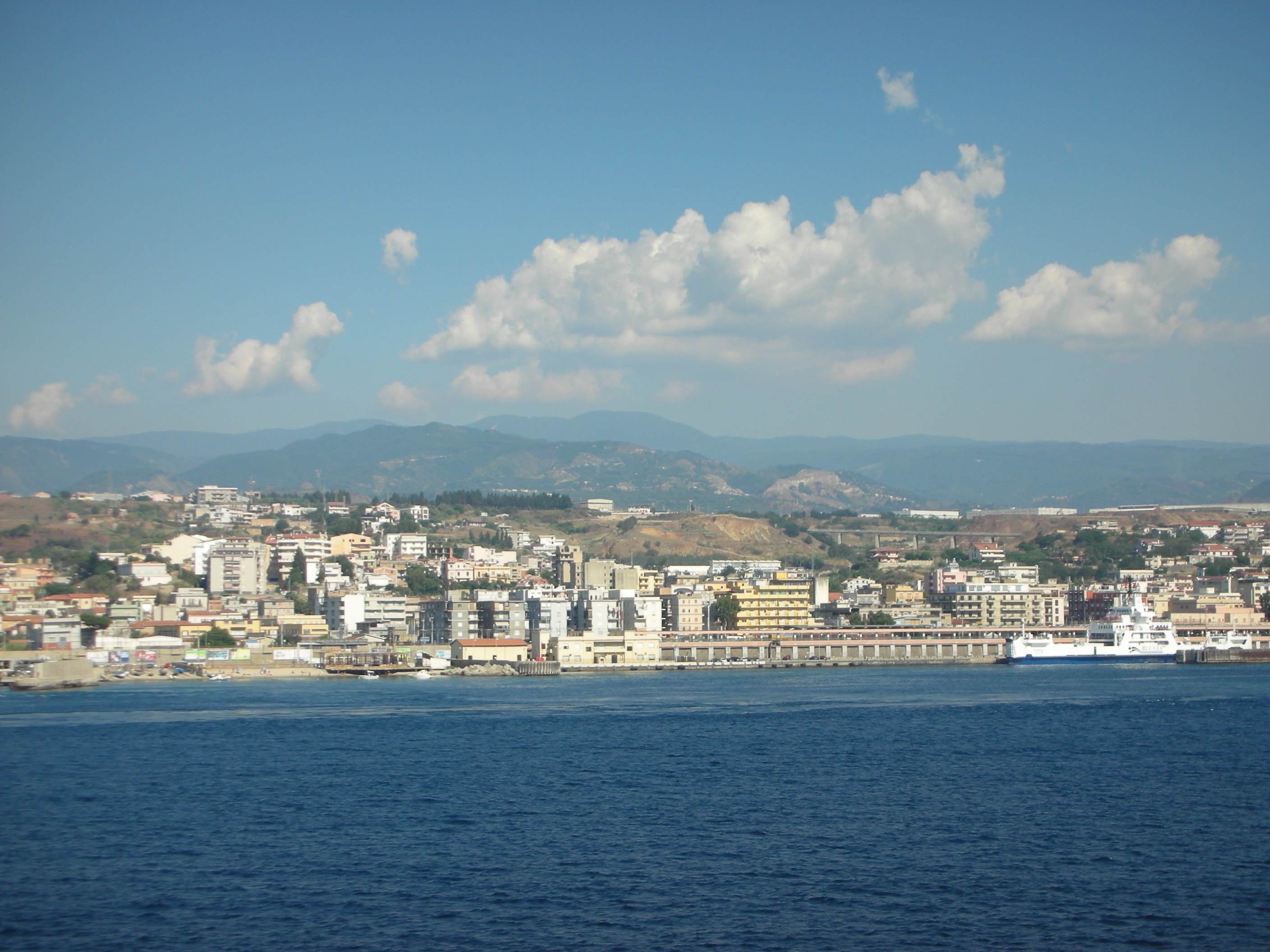
Messina látképe.

Messina (szicíliaiul Missina, ókori nevén: Messene/Messzéné) az Olaszországhoz tartozó Szicília szigetének harmadik legnagyobb városa, Messina megye székhelye. A városnak 250 000 lakosa van, a külterületekkel együtt ez a szám kb. félmillió. A város 1548-tól katolikus főegyházmegyei központ.

## Fekvése
Szicília északkeleti csücske közelében fekszik, a Messinai-szoros mentén. Vele szemben, a szoros másik oldalán található Villa San Giovanni városa.

## Története
A Kr. e. 8. században alapították görög telepesek. Eredeti neve Zanklé (jelentése: kasza) volt, ami a város természetes kikötőjének alakjára utalt. A kikötőhöz vezető lépcsőket ma is "Szkaletta Zankleának" hívják. Zanklé alapításáról így számolt be Thuküdidész, a nagy görög történetíró: „Zanklét eredetileg az opiszok földjén lévő khalkiszi városból, Küméből érkező kalózok alapították, de később, miután nagyszámú nép érkezett Khalkiszból és Euboiából, a földet fölosztották maguk között. Alapítói Perierész és Kratemanész voltak, egyikük Küméből, másikuk Khalkiszból. Zanclét először a szikulok nevezték így, mivel a föld sarlóhoz hasonlít…”
Thuküdidész elmondja, hogy a siculokat a szamosziak és más iónok űzték el, akik Szicílián szálltak partra, a médek elől menekülvén. A Kr. e. 5. század elején Reggio türannosza, Anakszilasz a Messene (Messzéné) nevet adta a városnak, a görög város, Messene tiszteletére. Sztrabón így ír erről Geographikájában: „Messenát a peloponnészoszi messzének nevezték el önmagukról. (…) Korábban a Catania közelében lakó naxosziak alapították, később betelepedtek a mamertinek, egy campaniai nép”.

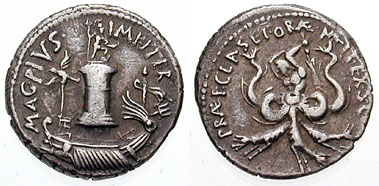
Sextus Pompeius érméje, amely a messinai világítótornyot és a szküllát ábrázolja.

A várost Kr. e. 396-ban kifosztották a karthágóiak, majd a szürakuszai I. Dionüsziosz hódította meg.
I. e. 288-ban a várost árulással bevették a „mamertinek” (olaszul: Mamertini, „Mars fiai”). A férfiakat legyilkolták, a nőket pedig elrabolták. A várost hídfőállásnak használták a vidék földúlásánál. Hamarosan összetűzésbe kerültek Szürakuszai-val. II. Hierosz szürakuszai türannosz Mülainál (a Longanus folyó mellett) vereséget mért a mamertinekre, és megostromolta Messzénét. Karthágó a mamertineket támogatta, mivel már régóta fönnállt közte és Szürakuszai között a versengés a Szicília fölötti uralomért. Amikor Hierosz másodjára is támadásba lendült Kr. e. 264-ben, a mamertinek Rómát hívták segítségül, arra számítva, hogy majd azok megvédik őket. Róma, eleinte vonakodott, mert nem akarta, hogy más zsoldoscsapatok is fellázadjanak. Ennek ellenére, mivel tartott a Szicílián előrenyomuló és az Itáliai-félszigetet fenyegető pun hatalomtól, Kr. e. 264-ben római csapatok érkeztek a szigetre. Ez volt az első római sereg, amely Itálián kívül harcolt.
Az első pun háború végén Messina szabad város (civitas libera) volt, és Rómával állt szövetségben. A római korban Messzénét Messanának hívták, és egy fontos világítótoronynak adott otthont. A város volt Sextus Pompeius székhelye, amikor hadban állt Octavianus-szal.
Róma bukása után a várost a gótok vették be. 535-ben bizánci kézbe került. 842-ben az arabok vették be, majd 1061-ben a normannok (Robert Guiscard és Roger Guiscard vezetésével, aki később I. Roger néven Szicília királya lett). 1189-ben I. Richárd angol király Messinában pihent meg, útban a Szentföldre. Rövid időre el is foglalta a várost, mivel vita robbant ki a II. Vilmos szicíliai királyhoz feleségül ment nővére hozományával kapcsolatosan.
Valószínű, hogy Messina kikötőjébe érkezett meg először a pestis Európába, 1347-ben. A betegséget genovai hajók hozták be a palesztinai Jaffából. 1548-ban Szent Ignác itt alapította meg a világ első jezsuita iskoláját. Ebből alakult ki a későbbi Studium Generale, a mai Messinai Egyetem.
A keresztény hajók 1571-es lepantói diadalukra a messinai kikötőből futottak ki. Cervantes spanyol író, aki részt vett az ütközetben, egy ideig a városi Nagy Kórházban lábadozott. A város fénykorát a 17. század elején élte, spanyol uralom alatt. Ebben az időben Európa tíz legnagyobb városa közé tartozott. 1674-ben a város fellázadt az idegen megszállás ellen. Egy darabig megtartotta kiharcolt függetlenségét, a francia uralkodó, XII. Lajos segítségével, de 1678-ban a nijmegeni béke után a spanyolok elfoglalták és kifosztották. Eltörölték a város addigi kiváltságait, megszüntették az egyetemet és a szenátust. A spanyolok hatalmas erődítményt építettek a városban, ami innentől kezdve folyamatos hanyatlásnak indult.
1847-ben az egyik első olasz város volt, ahol zavargások törtek ki. 1848-ban nyíltan fellázadt a Bourbon-ház uralma ellen, de a fölkelést leverték. Csak 1860-ban, a milazzói csata után szabadították föl a várost Giuseppe Garibaldi csapatai. Az olasz egyesülés egyik legnagyobb alakját, Giuseppe Mazzinit választották meg a város képviselőjének, 1866-ban.

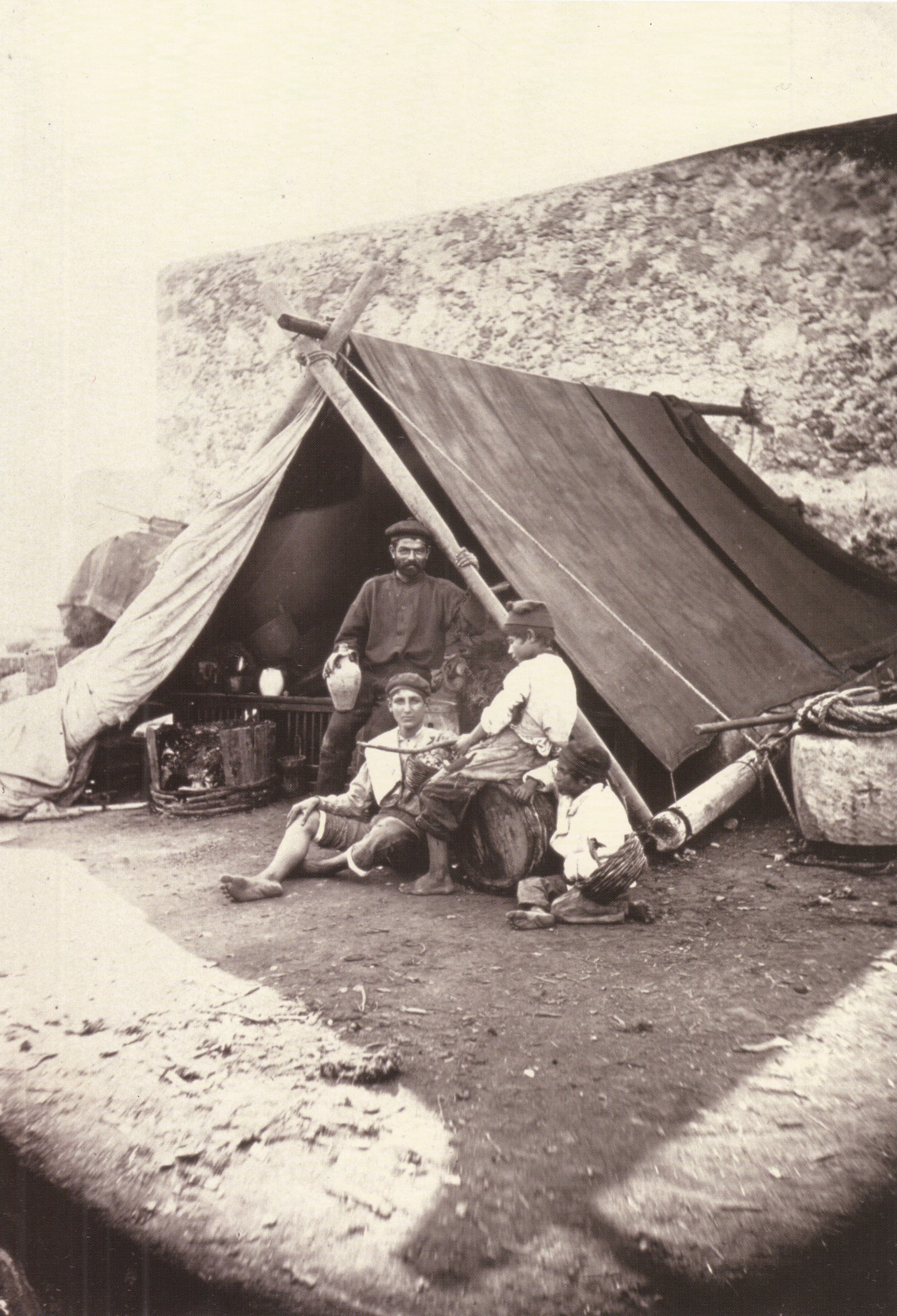
Az 1908-as földrengés néhány túlélője.

1908. december 28-a hajnalán a várost csaknem teljesen elpusztította egy földrengés, majd az azt követő cunami. A katasztrófában 60 000 ember halt meg, és a legtöbb ősi épület is elpusztult. A következő évben a várost egy modern és logikus terv alapján jórészt újjáépítették. Az 1943-as amerikai bombázások a súlyos károk mellett ezrek halálát okozták. A város az esemény emlékére és a későbbi helyreállítási munkálatok miatt hősiességéért és helytállásáért érdemérmet kapott.
1955 júniusában Messinában találkoztak Nyugat-Európa külügyminiszterei: itt döntöttek az Európai Gazdasági Közösség megalapításáról (messinai nyilatkozat).

## Közlekedés
A város egyik közlekedési csomópontja a Messina Centrale főpályaudvar. Közvetlenül a város kikötője mellett található. Átszállási lehetőséget biztosítva a Szicíliát Calabriával összekötő komppal, ami Calabriában Villa San Giovanniban köt ki, nem messze onnan pedig vasútállomás van. 
Messina rendelkezik villamosvonallal Gazzi és Annunziata részeket köti össze a belvárossal és a kikötővel. A buszhálózatot az ATM Messina üzemelteti, 34 km-es hálózaton 36 járat van. 

## Gazdaság
- A város gazdaságának egyik kulcseleme a kikötő, aminek kereskedelmi és katonai feladata is van. A mezőgazdaság legfontosabb ágai a citrom-, narancs-, mandarin-, valamint egyéb gyümölcsök, zöldségek termesztése. A városban bort is termelnek.
- Fontos nemzetközi vásárt is tartanak itt.

## Politika
A város élére 1952 és 1994 között többnyire kereszténydemokrata polgármestert választott meg a helyi képviselőtestület. Az 1993-as választási törvény óta közvetlenül választanak polgármestert, ami a következőképpen alakult: 
- Francesco Providenti – 1994-1998 – Olasz Néppárt
- Salvatore Leonardi – 1998-2003 – Kereszténydemokrata Centrum
- Giuseppe Buzzanca – 2003. május 29- november 24. – Nemzeti Szövetség
- Bruno Sbordone – 2003-2005 – ügyvivő
- Francantonio Genovese – 2005-2007 – Margaréta
- Gaspare Sinatra – 2007-2008 – ügyvivő
- Giuseppe Buzzanca – 2008-2012 – Szabadság Népe
- Luigi Croce – 2012-2013 – ügyvivő
- Renato Accorinti – 2013-2018 – Független baloldal
- Cateno De Luca – 2018 óta – Független centrista

## Lakosság
| Lakosok száma | 257 700 | 267 000 | 262 000 | 237 603 | 236 962 | 234 293 | 227 400 | 222 300 | 218 786 |
|               | 1972    | 1986    | 1997    | 2016    | 2017    | 2018    | 2020    | 2021    | 2023    |

## Főbb látnivalók
- A messinai dóm
- A Santissima Annunziata dei Catalani templom

## Híres messinaiak
- Antonello da Messina, olasz festő, a reneszánsz nagy elméje, 1430-ban született Messinában.
- Francesco Maurolico, olasz csillagász és matematikus, 1494-ben született Messinában.
- Filippo Juvara vagy Filippo Juvarra, olasz építész, a barokk stílus legnevesebb képviselője. 1678-ban született Messinában.

## Messina az irodalomban
- Plutarkhosz – Élet Pompeiben (Kr. e. 40?)
- Giovanni Boccaccio – A Dekameron' egyes részei
- Matteo Bandello – Novelliere Első rész, 22. fejezet (1554)
- William Shakespeare – Sok hűhó semmiért (1598); Antonius és Kleopátra (1607)
- Molière – L’Etourdi ou Les Contre-temps (1654)
- Friedrich Schiller – Die Braut von Messina (1803)
- Silvio Pellico – Eufemio da Messina (1818)
- Friedrich Nietzsche – Idyllen aus Messina (1882)
- Giovanni Pascoli – L’Aquilone (1904)
- Elio Vittorini – Le donne di Messina (A messinai nők, 1949 ) és Conversazione in Sicilia (Szicíliai beszélgetések, 1941)
- Stefano D'Arrigo – Horcynus Orca (1975)
- Julien Green – Demain n’existe pas (1985)